# Andrea Zenarruza
María Andrea Zenarruza y Palacios de Uriondo (Salta, Argentina, 21 de febrero de 1795-Ibídem, 18 de enero de 1877), también citada como Andrea Zerranusa, fue una patriota argentina, esposa del Francisco Pérez de Uriondo.

## Biografía
Hija de Juan Zenarruza y de Teresa Palacios, María Andrea nació el 21 de febrero de 1795 en la capital salteña dentro de una familia de buena posición económica.
Durante la década de 1810, se desató la Revolución de Mayo y, en 1813 las tropas realistas, tras haber triunfado en la batalla de Ayohúma, decidieron sitiar a la provincia de Salta y asentarse en ella. En respuesta, Juana Moro y María Loreto Sánchez Peón crearon redes de espionaje para ayudar a los patriotas a deshacerse de ellos. Este proyecto contó con la ayuda de Gertrudis Medeiros, Magdalena Güemes (la hermana de Martín Miguel de Güemes), Martina Silva, Celedonia Pacheco, María Petrona Arias y Juana Torino. Andrea también decidió unirse a ellas, infiltrándose en las tertulias de los oficiales realistas haciendo de vendedora de pastelitos y lavandera, para contar la cantidad de soldados y transmitir la información a los patriotas. En 1817, lograron liberarse de la ocupación española y le habría costado tanto a Zenarruza como a las demás, duros castigos físicos.
El 22 de febrero de 1820, Andrea contrajo matrimonio con el coronel Francisco Pérez de Uriondo, siendo el padrino de la boda el mismísimo Martín Miguel de Güemes. Algunos dicen que se conocían desde que Andrea colaboraba en las estratagemas con la hermana de Güemes, "Macacha", con quien había trabado amistad, y cuya participación en el proyecto la habría llevado a conocer a Francisco de Uriondo. La pareja no alcanzó a tener hijos debido a que Uriondo falleció el 7 de febrero de 1822.
Hacia el 18 de enero de 1877, a sus 82 años, fallecería de forma súbita en su provincia natal, sobrevivió tristes 55 años a su esposo.